# Jacques-Henri Duval
Pour les articles homonymes, voir Duval.
Jacques-Henri Duval est un comédien français, né à Courbevoie dans les Hauts-de-Seine le 4 octobre 1919 et mort à Créteil (Val-de-Marne) le 2 janvier 1974. C'était avant tout un homme de théâtre. Il enseigna à La Rue Blanche (ENSATT).

## Biographie
Premier prix de comédie au concours du Conservatoire en 1944. Il fit une carrière éclectique de comédien et metteur en scène de théâtre. Il est inhumé au cimetière ancien de Saint-Germain-en-Laye.
Avec la comédienne Yvette Barran, il est le père d'Anne-Sophie Duval, fondatrice en 1972 d'une galerie d'œuvres Art déco 5 quai Malaquais (Paris). Le couple possédait par ailleurs un magasin d'antiquités 11 rue Bonaparte, dans la même ville.

## Théâtre

### Adaptation
- 1944 : L'Ours d'Anton Tchekhov, adaptation avec Paul Achard, théâtre de l'Odéon
- 1963 : Le Neveu de Rameau de Denis Diderot, adaptation avec Pierre Fresnay Théatre de la Michodière

### Comédien
- 1943 : La Dame de minuit de Jean de Létraz, mise en scène Denis d'Inès, théâtre de l'Apollo
- 1945 : À l'approche d'un soir du monde de Fabien Reignier, mise en scène avec Maurice Escande, théâtre Saint-Georges
- 1946 : Doris de Marcel Thiébaut, mise en scène Pierre Bertin, théâtre Saint-Georges
- 1946 : L'Anglais tel qu'on le parle de Tristan Bernard, théâtre des Célestins
- 1946 : On ne badine pas avec l'amour de Alfred de Musset, mise en scène Julien Bertheau, théâtre des Célestins
- 1949 : Le Retour de l’enfant prodigue d’André Gide, mise en scène Jean Marchat, théâtre des Mathurins
- 1950 : Va faire un tour au bois de Roger Dornès, mise en scène Roland Piétri, Théâtre Gramont
- 1950 : Mon ami le cambrioleur d'André Haguet, mise en scène Michèle Verly, théâtre Gramont
- 1952 : La Puce à l'oreille de Georges Feydeau, mise en scène Georges Vitaly, théâtre Montparnasse
- 1954 : La Puce à l'oreille de Georges Feydeau, mise en scène Georges Vitaly, théâtre des Célestins
- 1955 : Voulez-vous jouer avec moâ ? de Marcel Achard, mise en scène André Villiers, tournée Herbert
- 1956 : La Cuisine des anges d'Albert Husson, mise en scène Christian-Gérard, théâtre des Célestins
- 1958 : Il pleut bergère de L. Musso, mise en scène Jacques-Henri Duval, théâtre des Arts
- 1958 : Gontran 22 d'Alexandre Arnoux, mise en scène Robert Marcy, théâtre des Bouffes-Parisiens, tournée Karsenty
- 1959 : La Bagatelle de Marcel Achard, mise en scène Jean Meyer, théâtre des Célestins
- 1960 : Homicide par prudence de Frédéric Valmain d'après Double Cross de John O'Hare, mise en scène Jean Dejoux, théâtre Charles de Rochefort
- 1960 : L'Avare de Molière, mise en scène Jean Meyer, théâtre du Palais Royal
- 1960 : Noix de coco de Marcel Achard, mise en scène Jean Meyer, théâtre de Paris, tournée Herbert
- 1961 : Le Mariage forcé et L'École des maris de Molière, mise en scène Jean Meyer, théâtre du Palais Royal
- 1961 : Tartuffe de Molière, mise en scène Jean Meyer, théâtre du Palais-Royal
- 1961 : George Dandin de Molière, mise en scène Jean Meyer, théâtre du Palais Royal
- 1961 : Le Misanthrope de Molière, mise en scène Jean Meyer, théâtre du Palais-Royal
- 1961 : L'Impromptu de Versailles de Molière, mise en scène Jean Meyer, théâtre du Palais-Royal
- 1961 : Noix de coco de Marcel Achard, mise en scène Jean Meyer, théâtre des Célestins
- 1962 : Les Fourberies de Scapin de Molière, mise en scène Jean Meyer, théâtre du Palais Royal
- 1962 : Amphitryon de Molière, mise en scène Jean Meyer, théâtre du Palais-Royal
- 1962 : Le Misanthrope de Molière, mise en scène Pierre Dux, théâtre de l'Œuvre
- 1962 : Mon Faust de Paul Valéry, mise en scène Pierre Franck, théâtre de l'Œuvre
- 1963 : Tricoche et Cacolet d'Henri Meilhac et Ludovic Halévy, mise en scène Jacques Charon, Odéon-Théâtre de France
- 1964 : Machin-Chouette de Marcel Achard, mise en scène Jean Meyer, théâtre Antoine
- 1967 : Demandez Vicky de Marc-Gilbert Sauvajon, mise en scène Jacques-Henri Duval, théâtre des Nouveautés
- 1968 : La Courte Paille de Jean Meyer, mise en scène de l'auteur, tournée
- 1972 : Monsieur chasse ! de Georges Feydeau, mise en scène Jacques-Henri Duval, théâtre des Célestins

### Metteur en scène
- 1945 : Arsenic et vieilles dentelles de Joseph Kesselring, théâtre de l'Athénée
- 1945 : À l'approche du soir du monde de Fabien Reignier, mise en scène avec Maurice Escande, théâtre Saint-Georges
- 1945 : Hollywood d’Albert Meunier et Ronald Badley, théâtre de l’Ambigu
- 1946 : Aneries 47 de Robert Rocca et Pierre Gilbert, théâtre des Célestins
- 1947 : Trois et une... de Denys Amiel, théâtre Saint-Georges
- 1947 : Couleurs du temps de Paul Colline et Jean Rieux, théâtre des Bouffes-Parisiens
- 1948 : Sérénade à trois de Noel Coward, théâtre des Célestins, tournée
- 1948 : La Folle du 27 de Jean Guitton, théâtre de Paris
- 1948 : Couleurs du temps de Paul Colline & Jean Rieux, théâtre des Bouffes-Parisiens
- 1949 : Le Mari ne compte pas de Roger-Ferdinand, théâtre des Bouffes-Parisiens
- 1949 : Florence et le dentiste, théâtre du Vieux-Colombier
- 1953 : Mon p'tit pote de Marc Cab et Jean Valmy, Européen
- 1954 : Pampanilla de Paul Nivoix, Gaîté Lyrique
- 1955 : À bout portant de Jean Bruce, théâtre de la Potinière
- 1956 : La Femme du siècle de Claude Schnerb, théâtre des Célestins, tournée Karsenty
- 1957 : Jupiter de Robert Boissy, théâtre des Célestins, tournée Herbert
- 1958 : Il pleut bergère de L. Musso, théâtre des Arts
- 1958 : Mon p'tit pote de Marc-Cab et Jean Valmy, théâtre des Célestins
- 1962 : Mais n'te promène donc pas toute nue ! de Georges Feydeau, tournée Herbert
- 1962 : La Seconde Surprise de l'amour de Marivaux, tournée Herbert
- 1963 : Le Neveu de Rameau de Denis Diderot, théâtre de la Michodière, théâtre de l'Œuvre, tournée Herbert
- 1963 : Mary-Mary de Jean Kerr, théâtre Antoine, tournée Herbert
- 1963 : Caroline a disparu d'André Haguet et Jean Valmy, théâtre des Capucines
- 1964 : Tim de Pol Quentin, théâtre Édouard VII
- 1965 : Version grecque de Marc-Gilbert Sauvajon, théâtre Montparnasse
- 1965 : La Dame en blanc de Marcel Achard, théâtre des Célestins, tournée Herbert-Karsenty
- 1966 : Monsieur Dodd d'Arthur Watkyn, théâtre des Variétés
- 1966 : Au théâtre ce soir : Les Jours heureux de Claude-André Puget, réalisation Pierre Sabbagh, théâtre Marigny
- 1967 : Au théâtre ce soir : Mon bébé de Maurice Hennequin d'après Baby Mine de Margaret Mayo, réalisation Pierre Sabbagh, théâtre Marigny
- 1967 : Au théâtre ce soir : De passage à Paris de Michel André, réalisation Pierre Sabbagh, théâtre Marigny
- 1967 : L'Amour au théâtre composé de Rupture d'André Roussin, À la nuit la nuit de François Billetdoux, Le Plaisir de rompre de Jules Renard, théâtre Saint-Georges, théâtre des Célestins
- 1967 : Xavier de Jacques Deval, théâtre Édouard VII
- 1967 : Demandez Vicky de Marc-Gilbert Sauvajon, théâtre des Nouveautés
- 1968 : Au théâtre ce soir : Mademoiselle de Jacques Deval, réalisation Pierre Sabbagh, théâtre Marigny
- 1969 : Au théâtre ce soir : Rappelez-moi votre nom de Jean-Maurice Lassebry, réalisation Pierre Sabbagh, théâtre Marigny
- 1969 : Tchao ! de Marc-Gilbert Sauvajon, théâtre Saint-Georges, tournée Herbert-Karsenty
- 1970 : Une poignée d'orties de Marc-Gilbert Sauvajon, théâtre de la Michodière
- 1970 : Au théâtre ce soir : Doris de Marcel Thiébaut, réalisation Pierre Sabbagh, théâtre Marigny
- 1970 : Au théâtre ce soir : Jupiter de Robert Boissy, réalisation Pierre Sabbagh, théâtre Marigny
- 1971 : Au théâtre ce soir : Bienheureuse Anaïs de Marc-Gilbert Sauvajon, réalisation Pierre Sabbagh, théâtre Marigny
- 1971 : Au théâtre ce soir : Tapage nocturne de Marc-Gilbert Sauvajon, réalisation Pierre Sabbagh, théâtre Marigny
- 1971 : Au théâtre ce soir : La Collection Dressen de Harry Kurnitz, adaptation Marc-Gilbert Sauvajon, réalisation Pierre Sabbagh, théâtre Marigny
- 1971 : L'Idiote de Marcel Achard, tournée Herbert-Karsenty
- 1971 : Le Nu au tambour de Noel Coward, théâtre Michel
- 1972 : Nous irons à Valparaiso de Marcel Achard, théâtre des Célestins, tournée Herbert-Karsenty
- 1972 : Occupe-toi d'Amélie de Georges Feydeau, théâtre des Célestins
- 1972 : Monsieur chasse ! de Georges Feydeau, théâtre des Célestins, tournée Herbert-Karsenty
- 1972 : Au théâtre ce soir : Je viendrai comme un voleur de Georges de Tervagne, réalisation Pierre Sabbagh, théâtre Marigny
- 1973 : Au théâtre ce soir : Pique-nique en ville de Georges de Tervagne, réalisation Georges Folgoas, théâtre Marigny
- 1973 : Le Bossu de Paul Féval, théâtre des Célestins, tournée Herbert-Karsenty
- 1975 : Au théâtre ce soir : Le Nu au tambour de Noel Coward, réalisation Pierre Sabbagh, théâtre Édouard VII
- 1978 : Le Neveu de Rameau de Diderot, théâtre des Célestins, tournée Herbert-Karsenty
- 1981 : Le Neveu de Rameau de Diderot, Petit Odéon

## Filmographie

### Cinéma

#### Longs métrages
- 1941 : Premier Rendez-vous de Henri Decoin : un élève du conservatoire
- 1945 : François Villon de André Zwobada : Tuvache
- 1946 : Au petit bonheur de Marcel l'Herbier : Archibald
- 1947 : Voyage Surprise de Pierre Prévert : Grim
- 1949 : Ballerina de Ludwig Berger
- 1952 : Légère et court vêtue de Jean Laviron : Pierre Plouvier
- 1957 : La garçonne de Jacqueline Audry
- 1963 : L'Honorable Stanislas, agent secret de Jean-Charles Dudrumet : l'automobiliste qui dépanne Ursulla
- 1968 : Salut Berthe de Guy Lefranc

#### Court métrage
- 1943 : Premier Prix du conservatoire - de René Guy-Grand
- 1947 : Une Aventure de Polop - de Walter Kapps
- 1951 : Un amour de parapluie - court métrage - de Jean Laviron : le touriste canadien

### Télévision
- 1950 : Agence Nostradamus de Claude Barma Série télévisée de 9 épisodes
- 1962 : Noix de coco de Marcel Achard, réalisation Pierre Badel
- 1965 : Médard et Barnabé de Raymond Bailly (série)

#### Au théâtre ce soir
- 1967 : Au théâtre ce soir : Bon week-end, monsieur Bennett d'Arthur Watkin, mise en scène Michel Vitold et Henri Guisol, réalisation Pierre Sabbagh, théâtre Marigny
- 1969 : Au théâtre ce soir : La Courte Paille de Jean Meyer, mise en scène Jacques-Henri Duval, réalisation Pierre Sabbagh, théâtre Marigny
- 1972 : Au théâtre ce soir : Noix de coco de Marcel Achard, mise en scène Jean Meyer, réalisation Pierre Sabbagh, théâtre Marigny
- 1973 : Au théâtre ce soir : Laurette ou l'Amour voleur de Marcelle Maurette et Marc-Gilbert Sauvajon, mise en scène Jacques-Henri Duval, réalisation Georges Folgoas,  théâtre Marigny